# Rövarättika

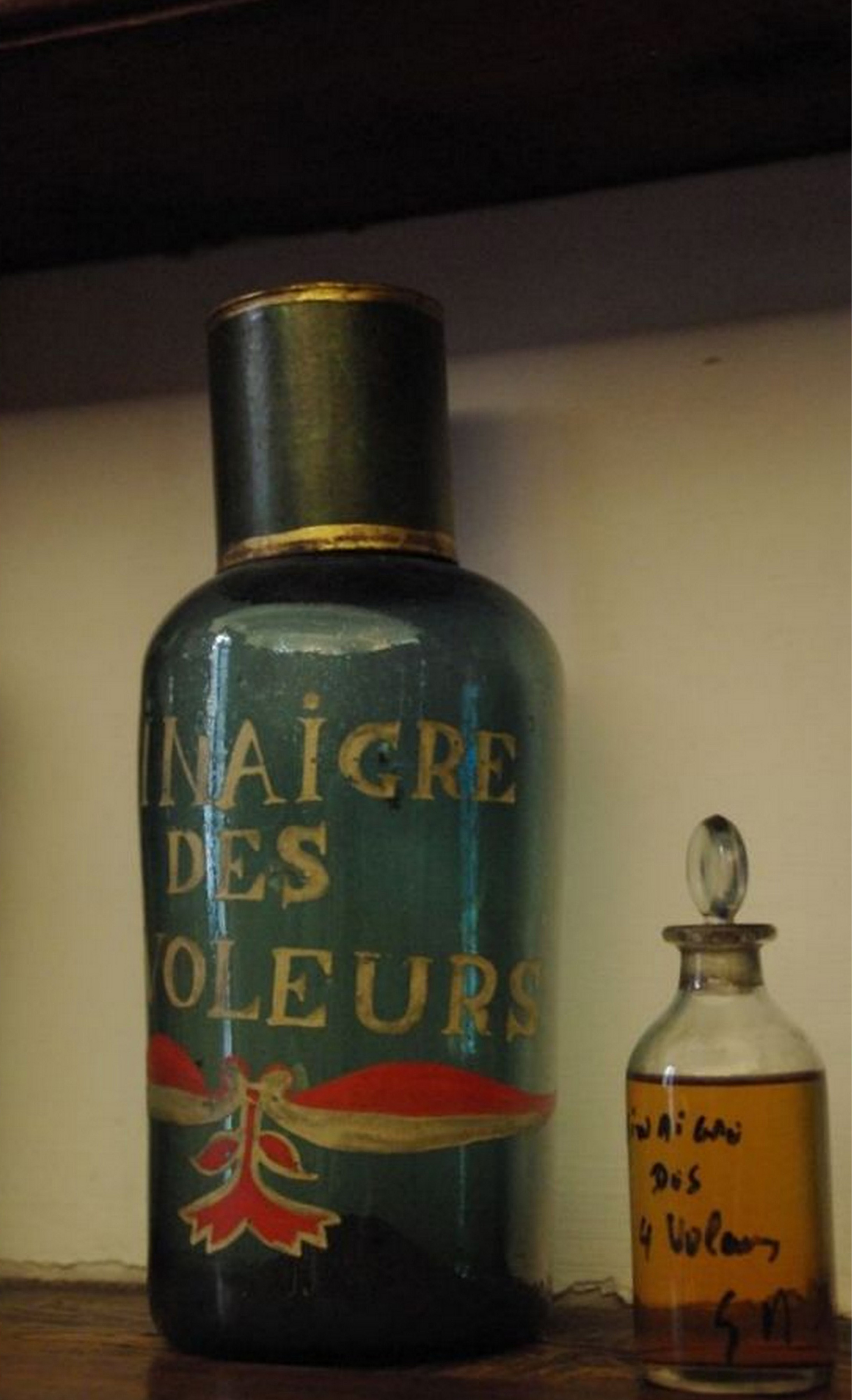
"Vinaigre des 4 Voleurs" från ett apotek i Frankrike. (c. 1600-talet)

Rövarättika, även fyra eller sju rövares ättika, (latin Acetum quatuor ladronum, "fyra tjuvars vinäger", eller Acetum prophylacticum), var ett desinfektionsmedel bestående av vinättika med tillsats av bland annat åbrodd, vinruta, pontisk malört, grönmynta, salvia, kryddnejlika, rosmarin, muskot och i vissa fall kamfer.
Namnet kommer från berättelsen om ett banditgäng som använt medlet som smittskydd när de plundrade offer för en pestepidemi i Marseille. Benämningen Acetum prophylacticum har ibland oegentligt använts för den något modernare kryddättikan, Acetum aromaticum.